# Славка Денева
Славка Денева е българска художничка, дъщеря на художника Борис Денев и Мара Денева.

## Биография и творчество
Учи живопис в Държавната художествена академия в София (днес Национална художествена академия) при Дечко Узунов и Панайот Панайотов, но не успява да се дипломира (1953 г.), тъй като дипломната ѝ работа – живописно платно, озаглавено „Товарене на щайги домати в камион по залез слънце в село Койнаре“ – е отхвърлена от съвета на Художествената академия. Въпреки това тя започва да работи като художник на свободна практика. Рисува пейзажи, портрети и натюрморти.
Още с първите си произведения художничката показва категорично своята индивидуалност и бива забелязана. Тя е личност с богата култура и всестранен артистизъм, удивително честен и открит човек, буквално всецяло отдаден на изкуството и с огромно преклонение пред творчеството на именития си баща. Въпреки трудностите, които среща като творец с различни от официалните възгледи, тя не престава да рисува. Често работи едновременно върху няколко произведения, чиито сюжети са ѝ еднакво интересни за момента. Не подписва и не датира творбите си, не им дава названия. Портретите, които рисува, винаги изобразяват човека в интересна обстановка с различни вещи, натюрмортите ѝ са по-скоро части от конкретен интериор, отколкото сбор от различни предмети; в интериорните композиции силно се усеща невидимото присъствие на хора.
Славка Денева, също като баща си, не се вписва в канона на соцреализма и не прави самостоятелна изложба приживе, макар че участва в няколко общи експозиции. Първата ѝ самостоятелна изложба е през 1994 г. – десет години след смъртта ѝ.
Някои от картините на Славка Денева са изложени в Националната художествена галерия в София, Софийска градска художествена галерия и в галериите в Пловдив, Плевен, Сливен и Перник.

## Посмъртно признание
През 1993 г. е създаден фонд „Поддържане на изкуството в България“, който реставрира много творби на Славка и Борис Деневи и показва постоянна експозиция на ул. „Шипка“ 18 (техния дом, завещан от Славка Денева на СБХ заедно с над 700 живописни произведения и близо 6000 рисунки – нейни и на баща ѝ).
През 1999 г. се учредяват наградите „Борис Денев“ и „Славка Денева“, които се връчват на две години.
- Паметна плоча на Борис и Славка Деневи
- Домът на Деневи на ул. „Шипка“ 18